# Feliz Navidad (bài hát)
"Feliz Navidad" là một bài hát dịp lễ Giáng sinh do nhạc sĩ kiêm ca sĩ người Puerto Rico José Feliciano sáng tác năm 1970. Bằng những đoạn tiếng Tây Ban Nha đơn giản (lời chúc mừng Giáng sinh/Năm mới truyền thống, "Feliz Navidad, próspero año y felicidad" hay "Merry Christmas, and a happy New Year" và một điệp khúc bằng tiếng Anh "I wanna wish you a Merry Christmas from the bottom of my heart", bài hát đã trở thành một bản nhạc pop phổ biến ở Mỹ, Canada và trên toàn các nước nói tiếng Tây Ban Nha.
Bài "Feliz Navidad" mà Feliciano trình bày (trong đó ông chơi bằng guitar và cuatro của người Puerto Rico) thuộc top những bài hát được download nhiều nhất trong dịp lễ Giáng sinh ở Mỹ và Canada. ASCAP xếp nó vào top 25 bài hát Giáng sinh được biểu diễn và nghe trên toàn thế giới.
"Feliz Navidad" cũng đã được nhiều ca sĩ biểu diễn như Celine Dion, David Hasselhoff, Moby, El Vez, Jon Secada, Fenix TX, Home Grown, và ban nhạc ska-punk Voodoo Glow Skulls, The Wiggles và Julianne Hough với phiên bản nổi tiếng ở Anh và châu Âu được in ở bìa album Christmas của nhóm nhạc Boney M. phát hành năm 1981.
Lời bài hát:
Feliz Navidad
Feliz Navidad
Feliz Navidad
Prospero Año y Felicidad.
Feliz Navidad
Feliz Navidad
Feliz Navidad
Prospero Año y Felicidad.
(chorus)
I wanna wish you a Merry Christmas
I wanna wish you a Merry Christmas
I wanna wish you a Merry Christmas
From the bottom of my heart.